# Pieza minuta
Pieza minuta är en tvåvingeart som först beskrevs av Greene 1924.  Pieza minuta ingår i släktet Pieza och familjen svävflugor.
Artens utbredningsområde är New Mexico. Inga underarter finns listade i Catalogue of Life.